# 日本语言学会
日本语言学会（The Linguistic Society of Japan）是为了促进语言科学研究的进步与发展之目的而设立的学术团体。位于京都市的中西印刷株式会社。每年召开2次大会、同时每年发行2次机关报《语言研究》。

## 历史沿革
- 1938年　日本语言学会创立大会（东京帝国大学）-那时白鸟库吉、柳田国男发表演讲。
- 1942-1947年　因为战争的原因，活动的详细情况不明。
- 1964年　第50届大会开办（国际基督教大学）
- 1990年　第100届大会开办（东京大学）

## 历任会长
- 首任会长　新村出（1950-1966年）
- 第2任会长　金田一京助（1967-1970年）
- 第3任会长　高津春繁（1971-1972年）
- 第4任会长　柴田武（1973-1974年）
- 第5任会长　服部四郎（1975-1976）
- 第6任会长　泉井久之助（1977-1978年）
- 第7任会长　西田龍雄（1979-1980年）
- 第8任会长　川本茂雄（1981-1982年）
- 第9任会长　井上和子（1983-1984年）
- 第10任会长　国広哲弥（1985-1987年）
- 第11任会长　小泉保（1988-1990年）
- 第12任会长　松本克己（1991-1993年）
- 第13任会长　梅田博之（1994-1996年）
- 第14任会长　柴谷方良（1997-1999年）
- 第15任会长　早田輝洋（2000-2002年）
- 第16任会长　庄垣内正弘（2003-2005年）
- 第17任会长　上野善道（2006年-）

1950年以前没有会员制度。

## 学会活动
日本语言学会是国内“语言学”相关的诸学会中，最古老的，也是会员数量最多的。
在大会上以及在机关刊物上发表的有很多特定领域的论文。
1998年开始每隔两年夏天开办讲座，有活耀在第一线的研究者在研讨会上开讲。